# Heinrich VI. Pförtner
Heinrich VI. Pförtner (* in Unterspiesheim, heute Kolitzheim; † 5. Oktober 1646 in Ebrach) war von 1641 bis 1646 Abt des Zisterzienserklosters in Ebrach.

## Leben
Heinrich VI. Pförtner wurde in der zweiten Hälfte des 16. oder in der ersten Hälfte des 17. Jahrhunderts im unterfränkischen Unterspiesheim geboren, das heute Teil der Gemeinde Kolitzheim ist. Über die Eltern des späteren Abtes schweigen die Quellen, auch etwaige Geschwister finden keinerlei Erwähnung. Heinrich besuchte wohl eine Lateinschule, vielleicht im nahen Schweinfurt, und trat in jungen Jahren ins Zisterzienserkloster Ebrach ein. 
Während der Besetzung der Abtei durch die protestantischen Schweden im Dreißigjährigen Krieg floh der junge Heinrich in das Primarkloster Clairvaux in Frankreich. Hier blieb er vier Jahre, bevor er nach Franken zurückkehrte. Im verarmten Kloster stieg er schnell auf: Bald ernannte man ihn zum Subprior, ehe Heinrich Pfarrvikar im Klosterdorf Burgwindheim wurde und hier die Gemeinde während des Krieges betreute.
Nach dem Tod seines Vorgängers Johannes VI. Pfister, wählten die Mönche am 17. Oktober 1641 Heinrich zu seinem Nachfolger. Als Abt forderte Heinrich die Rückkehr zum geregelten Klosterleben, die Einhaltung der Satzungen hatte während des langen Krieges gelitten. Unter ihm wurden die Bußgürtel für die Mönche eingeführt und Nachtwachen aufgestellt. Eine schnelle Krankheit, die den Abt drei Wochen niederwarf, führte zu seinem Tod am 5. Oktober 1646.